# Protea intonsa
Protea intonsa är en tvåhjärtbladig växtart som beskrevs av Rourke. Protea intonsa ingår i släktet Protea och familjen Proteaceae. Inga underarter finns listade i Catalogue of Life.